# Spilosmylus ocellatus
Spilosmylus ocellatus is een insect uit de familie watergaasvliegen (Osmylidae), die tot de orde netvleugeligen (Neuroptera) behoort. 
Spilosmylus ocellatus is voor het eerst wetenschappelijk beschreven door Krüger in 1914. De soort komt voor in Java.